# Château-ferme de Somal
Le château-ferme de Somal ou simplement château de Somal est un bâtiment historique classé situé à Somal, un hameau du village d'Heure-en-Famenne (commune de Somme-Leuze) dans la province de Namur (Belgique). Datant du XIVe siècle dans ses parties les plus anciennes il est classé au patrimoine immobilier de Wallonie . 

## Localisation
Le château-ferme se trouve sur une légère hauteur dominant la vallée de la Somme, un ruisseau affluent de l'Ourthe. Un bief reliant deux étangs coule au sud, au pied du château. Le hameau de Somal se situe au sud, sur le versant opposé. La chapelle Saint-Roch se situe au nord, à une centaine de mètres.

## Historique
Trois familles furent successivement propriétaires du hameau de Somal: la famille Prez puis la famille Vyle à partir de 1345 et, ensuite, la famille Masbourg de la fin du XVe siècle jusqu’à la fin de l'Ancien Régime (fin du XVIIIe siècle). Le château ou manoir actuel datant du XVIe siècle fut donc construit ou reconstruit par la famille Masbourg. La ferme en carré est édifiée au nord du château pendant la seconde moitié du XVIIe siècle, sans doute en 1652. Ses bâtiments se groupent autour d'une vaste cour rectangulaire d'environ 1 600 m2.

## Description
Le château ou manoir est construit principalement en moellons de grès sur une base presque carrée d'une longueur d'environ 15 mètres  de côté. Les encadrements des baies sont réalisés en pierres calcaires chaînées. Il compte quatre niveaux surmontés d'une toiture en ardoises pentue et percée de lucarnes, une tour circulaire élevée à l'angle nord-ouest ainsi qu'un angle sud-est en ressaut suggérant la forme d'une tour carrée de quatre niveaux. 
Parmi les bâtiments de la ferme, se trouve une tour carrée de quatre niveaux et un porche d'accès sous toiture avec entrée en arc en plein cintre. 

## Classement et protection
Le château-ferme, rue de Somal, n°11, et la chapelle Saint-Roch ainsi que l'ensemble formé par ces édifices et les terrains environnants sont repris depuis le 25 juillet 1980 sur la liste du patrimoine immobilier classé de Somme-Leuze.

### Source et lien externe
- Cirkwi.com